# Antônio Vilas Boas
Antônio Vilas-Boas (în mai multe surse în engleză scris greșit ca „Villas Boas”; n. 7 mai 1934, São Paulo, Brazilia – d. 17 ianuarie 1991) a fost un fermier brazilian (mai târziu un avocat) care a susținut că a fost răpit de către extratereștri în 1957. Deși povești asemănătoare au circulat ani de zile înainte de acest incident, afirmațiile lui Vilas Boas au fost printre primele relatări privind răpirea extraterestră care au devenit cunoscute la scară largă.

## Relatarea lui Vilas-Boas
În momentul presupusei sale răpiri, Antônio Vilas Boas era un fermier brazilian în vârstă de 23 de ani care lucra pe timp de noapte, pentru a evita temperaturile fierbinți ale zilei. La 16 octombrie 1957, Boas ara terenurile sale din apropiere de São Francisco de Sales când, la un moment dat, a văzut ceva pe care a descris-o ca fiind o “stea roșie” pe cerul nopții. Potrivit povestirii sale, această “stea” s-a apropiat  de poziția sa, crescând ca dimensiune până când a început să arate ca o navă aeriană aproximativ circulară sau în formă de ou, cu o lumină roșie în față și cu o cupolă în rotație în partea superioară. Nava a început să aterizeze pe terenul său, extinzându-și trei “picioare”, conform afirmațiilor sale. În acel moment, Boas a decis că trebuie să fugă de la locul faptei.
Conform relatărilor lui Boas, a încercat în primul rând să părăsească locul cu ajutorul tractorului său, dar atunci când luminile și motorul au murit după ce a înaintat doar o distanță scurtă, el a decis să continue pe jos. Cu toate acestea, el a fost prins de un  umanoid înalt de 1,5 m (cinci picioare), care purta salopete gri și o cască. Ochii săi erau mici și de culoare albastră, iar în loc de vorbire scotea zgomote, cum ar fi lătraturi sau hămăieli. Apoi, alte trei ființe asemănătoare s-au alăturat primului pentru a-l ajuta să-l țină pe Boas  pe care l-au târât în interiorul navei lor.
Odată ajuns în navă, Boas a afirmat că  a fost dezbrăcat de haine și acoperit din cap până la picioare cu un gel ciudat. A fost apoi dus într-o cameră semicirculară mare, printr-o ușă cu simboluri ciudate roșii scrise pe ea. (Boas a susținut că a fost capabil să memoreze aceste simboluri și mai târziu le-a reprodus pentru anchetatori.) În această cameră ființele i-au luat probe de sânge din bărbia lui Boas. După aceea a fost dus într-o a treia cameră unde a fost lăsat în pace timp de aproximativ o jumătate de oră. În această perioadă, un fel de gaz a fost pompat în cameră, care i-a făcut rău lui Boas într-un mod violent.
La scurt timp după aceasta, Boas a susținut că i s-a alăturat în cameră un alt umanoid. Cu toate acestea, era de sex feminin, foarte atractivă și dezbrăcată. Ea era de aceeași înălțime ca și celelalte ființe pe care le-a întâlnit, cu o bărbie mică și ascuțită și cu ochi mari albaștri ca de pisică. Părul de pe cap era lung și alb (oarecum ca un blond platinat), dar părul de sub brațe și cel pubian era roșu luminos. Boas a spus că s-a simțit fost puternic atras de această femelă, iar cei doi au avut relații sexuale. În timpul acestui act, Boas a menționat că femela nu l-a sărutat, dar în schimb îl atingea pe bărbie.
Când s-a terminat partida de sex, femela i-a zâmbit la Boas, și-a frecat burta ei și a făcut semn în sus. Boas a interpretat acest lucru ca  însemnând că ea avea de gând să ducă copilul lor în spațiul cosmic. Femela părea apoi ușurată că “treaba” lor s-a terminat, iar Boas însuși a spus că s-a simțit înfuriat de această situație, pentru că se simțea ca și cum ar fi fost doar “un bun armăsar” pentru acei umanoizi.
Boas a spus că apoi i s-au dat înapoi hainele și a fost dus într-un tur al navei de către umanoizi. În timpul acestui tur a spus că a încercat să ia cu el un dispozitiv-ceas ca o dovadă a întâlnirii sale cu umanoizii, dar aceștia l-au prins și l-au împiedicat să facă acest lucru. El a fost apoi escortat afară din navă și a privit-o cum se îndepărtează devenind din ce în ce mai puțin strălucitoare. Când Boas s-a întors acasă, și-a dat seama că au trecut patru ore.
Antonio Vilas Boas mai târziu a devenit un avocat, s-a căsătorit și a avut patru copii. El a fost marcat de povestea presupusei sale răpiri toată viața sa și niciodată nu si-a retras mărturia. Deși unele surse spun că el ar fi murit în 1992, Boas a decedat la 17 ianuarie 1991.

## Investigații
Ca urmare a acestui presupus eveniment, Boas a susținut că a suferit de greață și slăbiciune, precum și de dureri de cap și leziuni pe piele care se asemănau cu orice fel de vânătăi ușoare. În cele din urmă, el l-a contactat pe jurnalist Jose Martins, care plasase un anunț într-un ziar cu privire la faptul că era în căutarea unor persoanele care au avut experiențe cu OZN-uri. Auzind povestea lui Boas, Martins l-a contactat pe Dr. Olavo Fontes de la Școala Națională de Medicină a Braziliei; Fontes a intrat, de asemenea, în contact cu grupul de cercetare american al OZN-urilor, APRO. Fontes l-a examinat pe fermier și a concluzionat că a fost expus la o doză mare de radiații de la o sursă anume și că acum suferă de boala radiațiilor acute. Scriitorul Terry Melanson precizează:
„Among [Boas’s] symptoms were ‘pains throughout the body, nausea, headaches, loss of appetite, ceaselessly burning sensations in the eyes, cutaneous lesions at the slightest of light bruising…which went on appearing for months, looking like small reddish nodules, harder than the skin around them and protuberant, painful when touched, each with a small central orifice yielding a yellowish thin waterish discharge.’ The skin surrounding the wounds presented ‘a hyperchromatic violet-tinged area.’”
Conform cercetătorului Peter Rogerson, povestea a ajuns prima dată în atenția publicului în luna februarie 1958, iar cea mai timpurie referință tipărită către povestea lui Boas apare în numărul din aprilie-iunie 1962 al revistei braziliene de ufologie SBESDV Bulletin. Rogerson constată că povestea a circulat cu siguranță între 1958 și 1962, și a fost, probabil, tipărită, dar detaliile sunt incerte.
Boas a fost capabil să-și amintească fiecare detaliu al pretinsei sale experienței fără a fi nevoie de regresie hipnotică. Mai mult, experiența lui Boas a avut loc în anul 1957, cu câțiva ani înainte de celebrul caz al răpirii lui Betty și Barney Hill care a dus la apariția conceptului de răpire extraterestră  și a deschis ușa pentru multe alte rapoarte de experiențe similare.
Cercetător Peter Rogerson, însă, se îndoiește de veridicitatea relatărilor lui Boas. El constată că, cu mai multe luni înainte de prima afirmație a lui Boas privind răpirea sa, o poveste similară a fost tipărită în numărul din noiembrie 1957 al periodicului O Cruzeiro și a sugereat că Boas a împrumutat detaliile acestei relatări anterioare, împreună cu elemente din poveștile contactaților din poveștile lui George Adamski. Rogerson mai precizează:
„One reason why the [Boas] story gained credibility was the prejudiced assumption that any farmer in the Brazilian interior had to be an illiterate peasant who ‘couldn’t make this up’. As Eddie Bullard pointed out to me, the fact that the Villas Boas family possessed a tractor put them well above the peasant class … We now know that AVB was a determinedly upwardly mobile young man, studying a correspondence course and eventually becoming a lawyer (at which news the ufologists who had considered him too much the rural simpleton to have made the story up, now argued that he was too respectable andbourgeois to have done so).”

## Legături externe
- The Antonio Villas Boas Abduction Arhivat în 24 iunie 2010, la Wayback Machine., by Michele Bugliaro Goggia, 2006; URL accessed 8 noiembrie 2006
- Răpirea extraterestră a lui Antonio Villas Boas
- Antonio Villas Boas: Abduction Episode Ground Zero [nefuncțională – arhivă]
- Antônio Villas Boas Arhivat în 16 aprilie 2010, la Wayback Machine.